# Kusana Ravine
Die Kusana Ravine ist ein kurzer Zufluss des Magua River im Osten von Dominica im Parish Saint David.

## Geographie
Die Kusana Ravine entspringt auf der Anhöhe von Bataka auf ca. 170 m über dem Meer und fließt nach Norden. Sie mündet bereits nach wenigen hundert Metern von links und Süden in den Magua River.